# Caecidotea xochimilca
Caecidotea xochimilca is een pissebed uit de familie Asellidae. De wetenschappelijke naam van de soort is voor het eerst geldig gepubliceerd in 2011 door Rocha-Ramírez & Peñaloza-Daniel.